# Pentimento (arte)

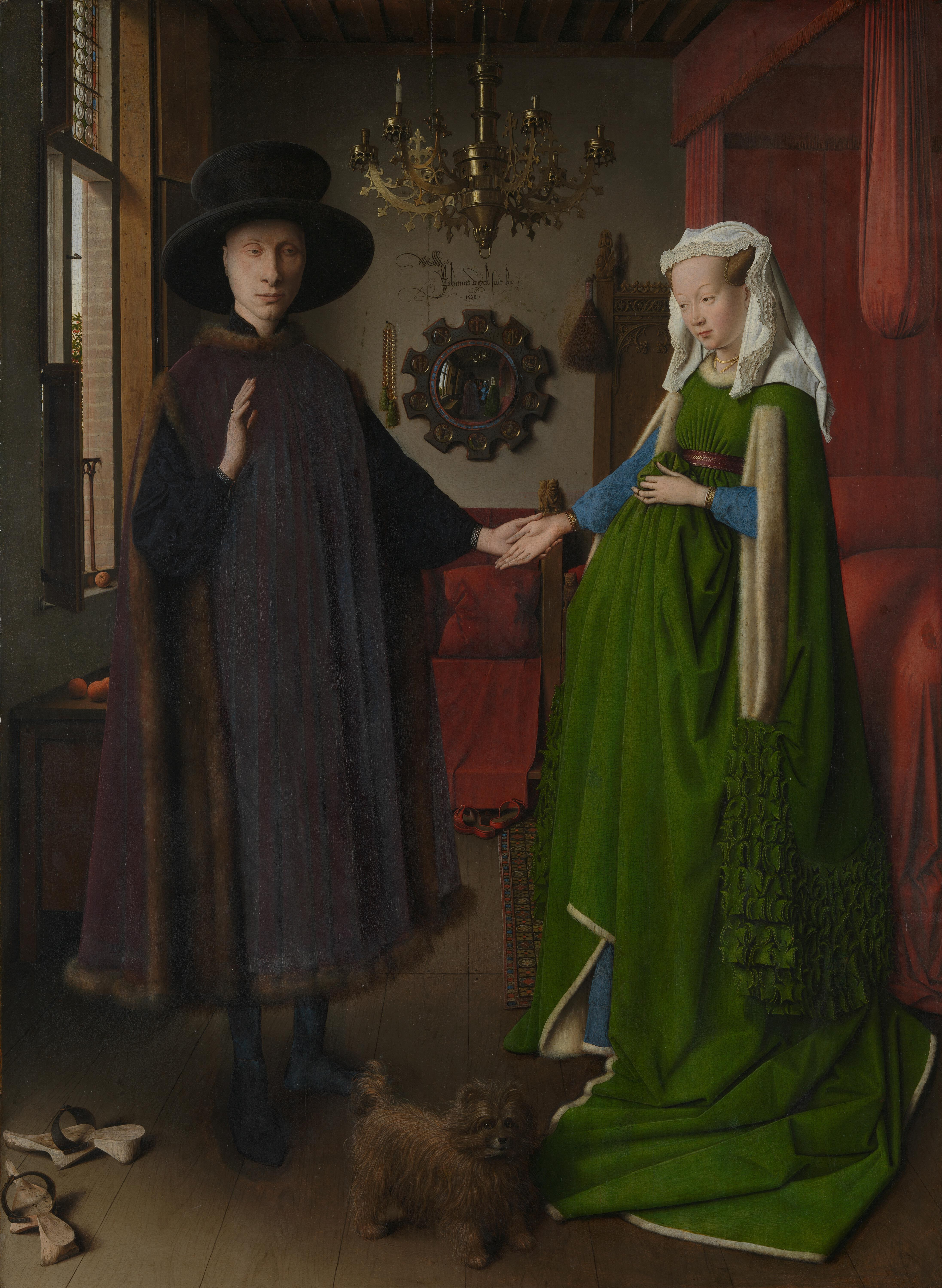
Retrato de Giovanni Arnolfini y su esposa, por Jan van Eyck, National Gallery, Londres, 1434. Las alteraciones percibidas en este cuadro gracias al análisis por infrarrojos estriban en diferentes cambios de posición tanto de las cabezas de ambos retratados (con implicaciones en la dirección de las miradas) como en los pies.

Un pentimento (en italiano, plural pentimenti, de pentirsi: arrepentirse) es una alteración en un cuadro que manifiesta el cambio de idea del artista acerca de aquello que estaba pintando. Según el significado formal del término, se trata, por tanto, de un arrepentimiento.
El vocablo referido también puede usarse para denotar los varios intentos de corregir, en un dibujo –con precisión– un contorno. Por extensión, el término también se puede usar en grabado, o incluso en escultura y literatura. 
El arrepentimiento difiere del retoque, el cual consiste en modificar ligeramente ciertos detalles del lienzo, repintado, varios años después, por otros pintores.

## Sentido del término

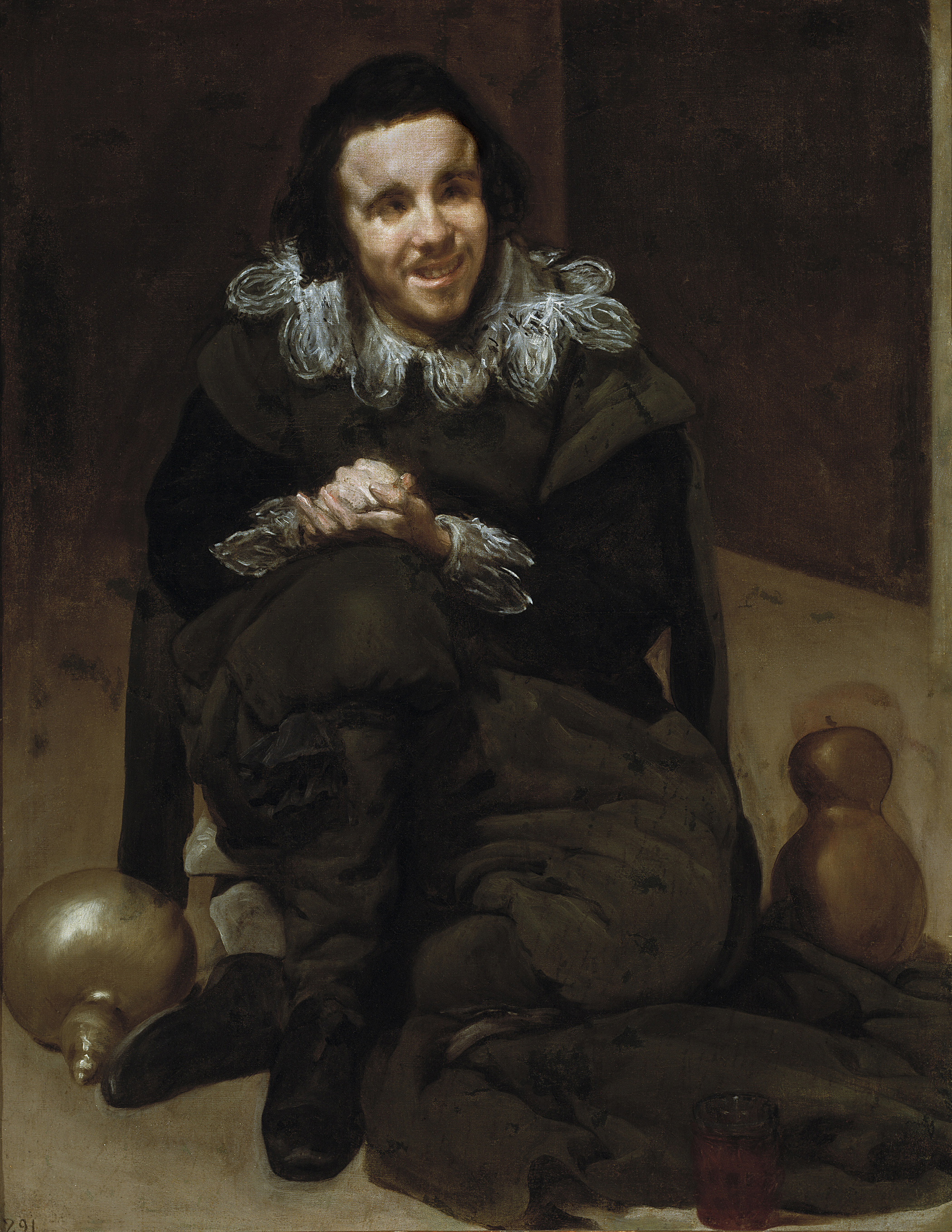
El bufón Calabacillas, de Diego Velázquez, muestra un arrepentimiento a la derecha: inicialmente, la calabaza era una jarra.

Los pentimenti pueden demostrar que una composición determinada contenía originalmente un elemento, por ejemplo una cabeza o una mano, en un lugar ligeramente diferente, o que un elemento que finalmente no llegó a aparecer sí ocupó, en principio, un espacio en el cuadro. Los cambios pueden percibirse en las capas subyacentes del cuadro, por el contraste de estas con las capas superficiales, o debido a una perceptible modificación del primer tratamiento pictórico de un determinado elemento sobre el que se ha repintado.
Algunos pentimenti pueden notarse a simple vista mediante una inspección cuidadosa del cuadro; otros, por el contrario, solo se perciben por medio de las transparencias que, tras varios siglos, van adquiriendo algunas pinturas. Por último, unos cuantos arrepentimientos, situados en capas inferiores, solo pueden ser vistos mediante métodos modernos de inspección visual tales como los rayos x y la reflectografía infrarroja.
Los pentimenti son de gran importancia en la investigación pictórica moderna. Por ejemplo, permiten certificar –con mayor seguridad– autorías, y distinguir originales de copias, ya que en éstas suele no haber pentimenti, aunque se ha puesto en duda esta observación.
Una actividad similar, conocida como palimpsesto (grabado de nuevo), ha ocurrido en escritura, arqueología, arquitectura y en geología.